# Cephalorhynchus heavisidii
El delfín de Heaviside o delfín de Haviside (Cephalorhynchus heavisidii) es una especie de cetáceo odontoceto de la familia Delphinidae. Es un delfín pequeño que habita costas de Namibia y la costa oeste de Sudáfrica. Es una de las cuatro especies del género Cephalorhynchus.

## Nombre
El nombre común "delfín de Heaviside" se comenzó a utilizar cuando el capitán Haviside, prominente cirujano real, coleccionista de cetáceos y otras especies animales, llevó un espécimen desde las costas de Namibia al Reino Unido a principios del siglo XIX. El nombre fue posteriormente mal pronunciado y transcrito y es el más común en la literatura. Sin embargo algunas autoridades científicas, incluyendo la Enciclopedia de mamíferos marinos y  Especies de mamíferos del mundo usan el nombre original, "delfín de Haviside".

## Descripción
El delfín de Heaviside es un pequeño delfín juguetón, que alcanza aproximadamente los 180 centímetros de longitud y llega a pesar hasta 75 kilogramos. Su tamaño y la forma de su cabeza suelen producir confusión con las marsopas. La cabeza es gris oscuro, la mitad frontal de su dorso y la parte superior de los flancos es gris claro. Las aletas y la mitad trasera del lomo son nuevamente gris oscuro. El vientre es blanco y tiene líneas blancas en los flancos hasta la aleta dorsal. 

## Biología y ecología
Alcanzan la madurez sexual entre los 7 y 9 años. El período de gestación es probablemente de 10 meses. Los apareamientos ocurren en primavera y verano. Se cree que las hembras pueden criar en promedio cada tres años. La longevidad máxima conocida de un delfín de Heaviside es de 20 años. Este relativamente corto tiempo de vida, junto al largo período de cría, causa un bajo crecimiento de la especie. Adicionalmente, este delfín es particularmente sensible a la caza. 
Los delfines de Heaviside son animales sociales y activos. Se congregan en grupos de 5 a 10 individuos, y a veces en grupos mayores. Son capaces de nadar rápidamente. Parte de sus juegos y actividad social consiste en saltar verticalmente fuera del agua, girar en el aire, y caer de nuevo al mar sin producir casi ruido.

## Distribución
Como el  avistamiento de especies no es muy común en la Costa de los Esqueletos de Namibia, el delfín de Heaviside no ha sido estudiado en forma sistemática por los científicos. Han sido observados fuera de las costas del norte de Namibia a 17º S, y hacia el sur hasta el extremo meridional del continente africano (Cabo de Buena Esperanza). Los avistamientos se realizan frecuentemente desde los principales centros poblados, como Ciudad del Cabo y ciudades como Walvis Bay. La estimación es que no es una especie abundante.

## Estado de conservación
En 2008 la especie fue catalogada en la Lista Roja de la UICN, como datos insuficientes, por falta de información sobre el tamaño de la población, su tendencia y amenazas. Estos delfines tienen un rango de distribución adecuado y no son particularmente abundantes en ningún sitio. Algunas amenazas se han identificado, como ser víctimas de ahogamiento al enredarse en los aparejos de pesca ubicados cerca a la costa.